# 飲茶 (電視節目)
《飲茶》（英語：Yum Cha），是香港無綫電視製作的資訊節目，由羅家英、馮盈盈、關楓馨主持，於香港、廣州兩地講解飲茶文化並品嚐各類點心。節目由「中國建設銀行（亞洲）」呈獻，於2025年3月24日至4月4日逢星期一到五22:30至23:00於翡翠台播出。

## 每集內容
| 集數 | 日期    | 主題       |
| ---- | ------- | ---------- |
| 01   | 3月24日 | 飲茶文化   |
| 02   | 3月25日 | 蝦餃       |
| 03   | 3月26日 | 燒賣       |
| 04   | 3月27日 | 包點       |
| 05   | 3月28日 | 雞         |
| 06   | 3月31日 | 蒸點       |
| 07   | 4月1日  | 煎炸點心   |
| 08   | 4月2日  | 腸粉、糕點 |
| 09   | 4月3日  | 粥粉麵飯   |
| 10   | 4月4日  | 甜點       |

## 外部連結
- 飲茶 | TVB 無綫電視
- 《飲茶》myTV SUPER線上看